# Polcevera
A Polcevera (ligur nyelven Pûçéivia vagy Ponçéivia) egy észak-olaszországi időszakos folyócska (olaszul torrente, azaz patak). Mintegy 19 km hosszú. A liguriai Monte Lecóról (1113 m) ered és Genovánál a Ligur-tengerbe torkollik. A 25 km hosszú Bisagno után ez Genova város második leghosszabb folyóvize.

## Földrajza
A Pontedecimótól, a Riccò és a Verde patakok összefolyásától nevezik Polceverának. Pontedecimo és a Ligur-tenger között légvonalban 11 km távolság van, azonban teljes hossza (a Torrente Verdét is beszámítva) 19 km.
Pontedecimo után a meder déli irányba halad, és Bolzanetónál csatlakozik hozzá a Secca patak, egy újabb fontos bal oldali mellékvíz. A Morandi hidat elhagyva Genova Sampierdarena és Cornigliano városrészeinél tokrollik a tengerbe.
A 140 km²-es vízgyűjtő terület teljes egészében Genova megyében, Genova, Ceranesi, Campomorone, Mignanego, Serra Riccò és Sant’Olcese települések területén található.
A Polcevera szomszédságában a következő folyók vízgyűjtő területe található: nyugaton a Chiaravagna és a Varenna, északon a Stura, a Gorzente, a Lemme és a Scrivia, keleten pedig a Bisagno és pár kisebb Sampierdarena és San Teodoro környéki folyóvíz.

### Felső völgy
A felső Polcevera-völgy, vagy más nevén Verde-völgy (Val Verde) a Verde és Riccò patakok, illetve azok mellékágait foglalja magába.
A Monte Leco-ról eredő Verde útja során áthalad Isoverde (Campomorone frazionéja), Campomorone, Santa Marta (Ceranesi frazionéja) és Genova Pontedecimo városrészén. Több patakocska is összefolyik vele (jobbról a legfontosabb a San Martino, balról pedig a Gioventina), majd 8 km után Pontedecimónál egyesül a Riccòval, amely a Bric Montaldóról ered és útja során érinti Mignanego frazioit.

### Alsó völgy
A Polcevera alsó völgye (Val Polcevera) a Verde és Riccò összefolyásától kezdődik. Innentől a Polcevera nevet viseli a patak. Útja során áthalad Genova Pontedecimo, Bolzaneto és Rivarolo városrészein, majd Cornigliano és Sampierdarena között, a genovai kikötőnél a Ligur-tengerbe torkollik. Campi frazionénál az A10-es autópálya viaduktja, a Morandi híd íveli át.
A Pontedecimo és a torkolat közötti szakaszra korábban egy kiterjedt ártér volt jellemző. A Torino–Genova-vasútvonal 19. század közepi megépítésével együtt vízszabályozásra is sor került, így a patak egy betonpartokkal megerősített mederben halad át az erősen iparosodott és vasúti sínekkel átszőtt környéken.
A Bisagno és a Polcevera által szállított üledék évezredek során folyamatos eróziónak tette ki a tengerfeneket, és így egy víz alatti kanyon jött létre Genova partjainál. Ez mintegy 70 km hosszan húzódik a Ligur-tengerben észak-déli irányban.

### Fontosabb mellékvizei
- Bal oldali:
  - Riccò patak
  - Secca patak
  - Geminiano patak (más néven: Goresina)
  - Torbella patak
- Jobb oldali:
  - Verde patak
  - Burba patak
  - Trasta patak
  - Fegino patak (más néven: Pianego)

## Vízhozama
A többi liguriai folyóhoz hasonlóan a Polceverát és mellékfolyóit nyáron a mérsékelt áramlás, néha a kiszáradás jellemzi. Ezzel szemben ősszel és télen a vízhozama órák alatt is megnőhet, és a töltések megépítése előtt komoly károkat okoztak az áradások.
A torkolatnál mért éves átlagos vízhozam 4,8 m³/s. Ez az érték (matematikai modelleken alapuló becslés szerint) augusztusban a legalacsonyabb (1,49 m³/s) és decemberben a legmagasabb (6,94 m³/s), mivel ez közvetlenül az október-novemberi őszi esőzések után következik. Az esőzés és az áramlás közötti fázisváltozás a fokozatosan fellazuló talajjal és a talajvízzel áll kapcsolatban.
A matematikai modellekkel kiszámított legmagasabb vízhozam 1377 m³/s egy 50 éves visszatérési periódusra, és 1763 m³/s 200 évre.

## Urbanisztika
A Pontedecimo és a torkolat közötti szakasz napjainkban sűrűn lakott, ipari létesítményekkel, kőolajtározókkal, vas- és közutakkal tarkított terület. A völgy iparosodása a 19. század közepén kezdődött, amikor 1849 és 1853 között töltéseket építettek. Így a korábban az egész völgyet elfoglaló, mocsaras patakmedret szabályozták, lehetővé téve, hogy a két part között hidak is épülhessenek. Korábban századokig csak néhány gázlóhelyen volt lehetőség az átkelésre.
A települések azon hegygerincen haladó út mentén létesültek, amely összekötötte Genovát a Pó-síksággal, a völgy pedig a 19. század közepéig ritkán lakott volt. A töltések megépítésekor Bolzaneto magasságában egy 500 méteres szakaszon elhordták a Murta domb alját.
Miután a torkolat bal partján (Sampierdarena városrész) bezárt az Ansaldo Meccanico gyár, az ipari létesítményt átalakították egy kereskedelmi-, lakó- és szolgáltatóegységgé. A 2002-ben átadott létesítmény felvette a Fiumara nevet.
A torkolat jobb partján az Italsider (jelenleg ILVA) kokszolóüzeme és nagyolvasztója működött évtizedeken át. Az 1938 és 1953 között, feltöltéssel nyert területen 2005 óta urbanisztikai átalakítások zajlanak.

### Infrastruktúra
Jelenleg a két partot számos híd köti össze, a völgy pedig Genova és a Pó-síkság közötti kapcsolatot megteremtő természetes folyosó. Itt halad a 35-ös országút (Strada statale 35 dei Giovi), a Genovát és Milánót összekötő A7-es autópálya és számos városi útvonal, illetve a Torinóba és Milánóba tartó vasútvonalak is.

#### Hidak
A patakot Pontedecimo és a torkolat között 13 közúti, 4 vasúti és 10 gyalogos híd íveli át.

##### Főbb közúti hidak
- Ponte della strada Guido Rossa: a Fiumara környékét köti össze Corniglianóval, az egykori Italsider acélművek területével.
- Ponte del Papa (Pápa hídja): egy ipari területeket összekötő kerülő híd, amelyet a Ponte della strada Guido Rossa építése alatt teherautók használtak. Nevét II. János Pál pápáról, aki ezen haladt át, amikor 1985-ben meglátogatta az egykori Italsider műveket.
- Ponte di Cornigliano: egyike a legfontosabb átkelőhelyeknek; a torkolathoz közeli híd Sampierdarena és Genova nyugati negyedeit köti össze. A helyen már 1411-ben is állt egy híd, azonban az első téglából készült építmény csak 1550-ben készült. Az adományozó egy helyi nemes, Benedetto Gentile volt, aki a patakba fulladt fia emlékére építtette a hidat. 1800. június 4-én, a híd közelében álló kápolnában írta alá a megadási iratot André Masséna francia hadvezér a várost elfoglaló osztrákoknak.
- Ponte di Rivarolo (más néven Ponte Polcevera): a 20. század első éveiben épült, és az akkor önálló Rivarolo központját kötötte össze Feginóval és Borzolival. Az 1990-es években lebontották, az újonnan épült híd egy vasútvonalat is átível, illetve alatta egy gyaloghíd is található.
- Ponte San Francesco: a Bolzaneto vasútállomás magasságában álló hidat a 19. század közepén, a vasút kiépítésével egy időben építették. Ez egy 18. századi hidat váltott fel.
- Ponte di Morigallo (Via Angelo Scala): az 1990-es években épült, a patak mellett a vasutat is átíveli. Szerves része annak az autópálya-elágazásnak, amely a bolzanetói útdíj-ellenőrző kapukat, illetve Serra Riccò és Sant’Olcese környékét köti össze Romairone bevásárlóközpontjaival, a jobb parti országúttal és a Ceranesiben található Santuario di Nostra Signora della Guardia búcsújáróhellyel.
- Ponte del Serro (más nevén Ponte Tullio Barbieri): korábban vándorok és zarándokok által sűrűn használt híd, amely San Quirico Serro frazionéját köti össze az Autoguidovia della Guardia kisvasút állomásával.
- Ponte della Forestale: nevét a közelben működő erdészeti hivatalról (Unità Operativa del Corpo Forestale dello Stato) kapta; San Quirico központját és a Succursale dei Giovi vasútvonal egyik, mára már elhagyatott állomását kötötte össze eredetileg.
- Ponte Ludovico Patrizi: Pontedecimo központjában található, kevéssel a Verde és a Riccò patakok összefolyása alatt.

##### Főbb vasúti hidak
A Cornigliano hídtől délre, a Genoa-Sampierdarena és Genoa-Cornigliano állomások között a Genova–Ventimiglia-vasútvonal hídja áll, amelyen naponta több helyi és távolsági járat halad át. Ezek Genovát és a Riviera di Ponentét, Savonát, Ventimigliát és Franciaországot kötik össze.
Rivarolo magasságában áll az a viadukt, amelyet az 1960-as években építettek. Ez egy alagúttal együtt köti össze a kikötőváros főpályaudvarát a Succursale dei Giovi helyi vasúttal.

## Élővilága

### Halak

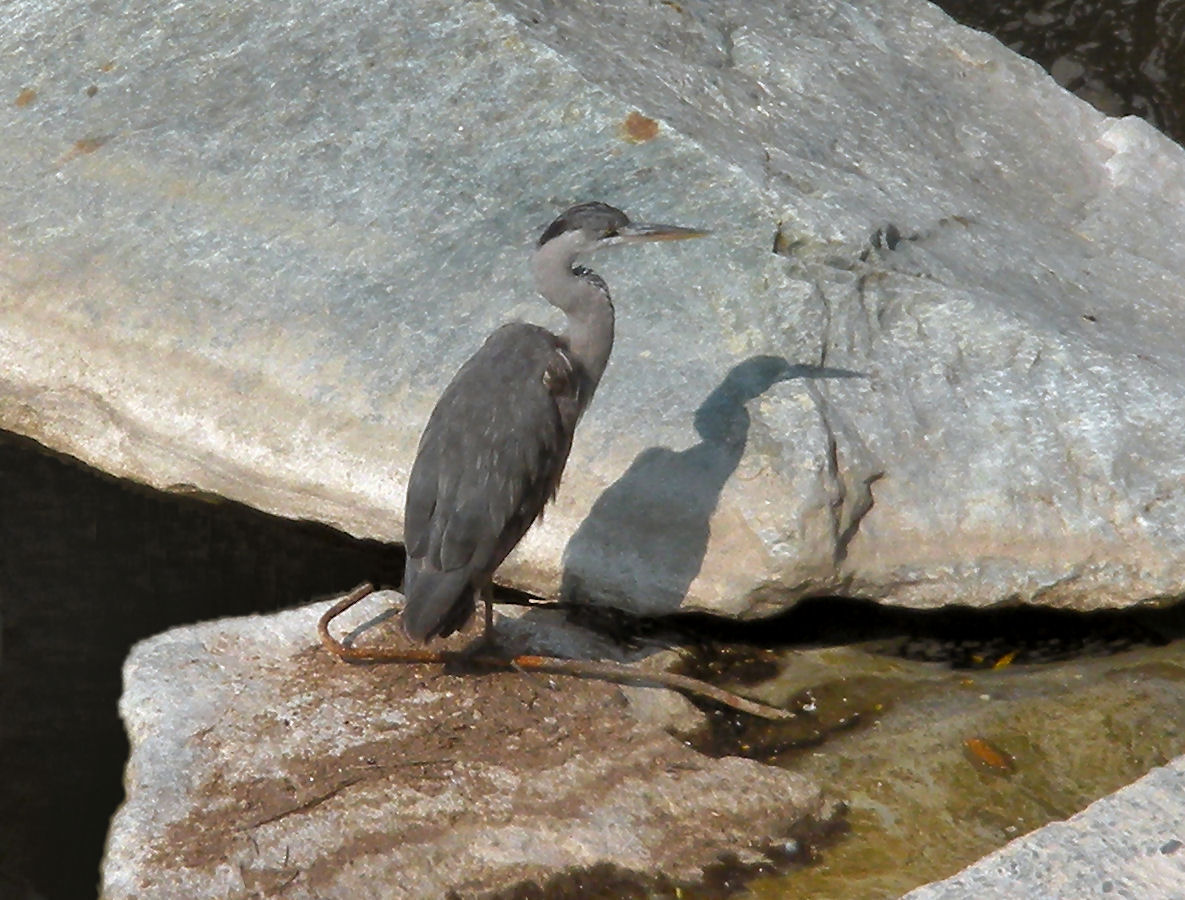
Szürke gém a Polcevera partján

A környék legszennyezőbb ipari létesítményeinek bezárását követően javult a víz minősége, de a Regionális Környezetvédelmi Ügynökség (ARPA) vizsgálatai továbbra is mutattak ki bizonyos szintű szennyeződést vízben. Az alsó folyáson tengeripérfélék, a felső folyáson pedig a Squalius nem fajai is megtalálhatóak.
Pontedecimo magasságában sebes pisztrángok, szivárványos pisztrángok, márnák, európai angolnák és a Telestes nem fajait is észlelték.
2001-ben a patakot 4-es fokozatú (erősen szennyezett) szennyezettségi kategóriába sorolták, majd 2006-os felmérések visszasorolták 3-as fokozatúra (szennyezett).

### Madarak
A patak folyása mentén több madárfaj van jelen, így sirályfélék, szürke gémek, tőkés récék, kis lilék, kis kócsagok, vízityúkok, nagy kárókatonák, illetve alkalmanként fácánok is megfigyelhetőek a víz közelében.
A folyó és környéke fontos pihenőhelye az Európa és Afrika között vándorló madaraknak. Annak ellenére, hogy a patak sűrűn lakott és erősen iparosodott környéken folyik át, egyike azon kevés területnek, ahol a jelentős halmennyiségnek köszönhetően elegendő táplálék jut ezeknek a madaraknak. A gémfélék számára a patak torkolatánál való pihenő majdhogynem kötelező, mivel a közelben nincs más ilyen vizes terület.

## Környezetszennyezés
2016 áprilisában a patakhoz közeli olajfinomítóból kőolaj folyt a vízbe, melyet az áramlat a Földközi-tengerbe sodort.
 A baleset miatt a patak élővilága is veszélybe került.

## Történelmi vonatkozások
Az 1797–1805 között fennálló Ligur Köztársaság Département du Polcevera vagy Dipartimento della Polcevera közigazgatási egysége róla kapta nevét. Ennek központja Rivarolóban volt.

## Galéria

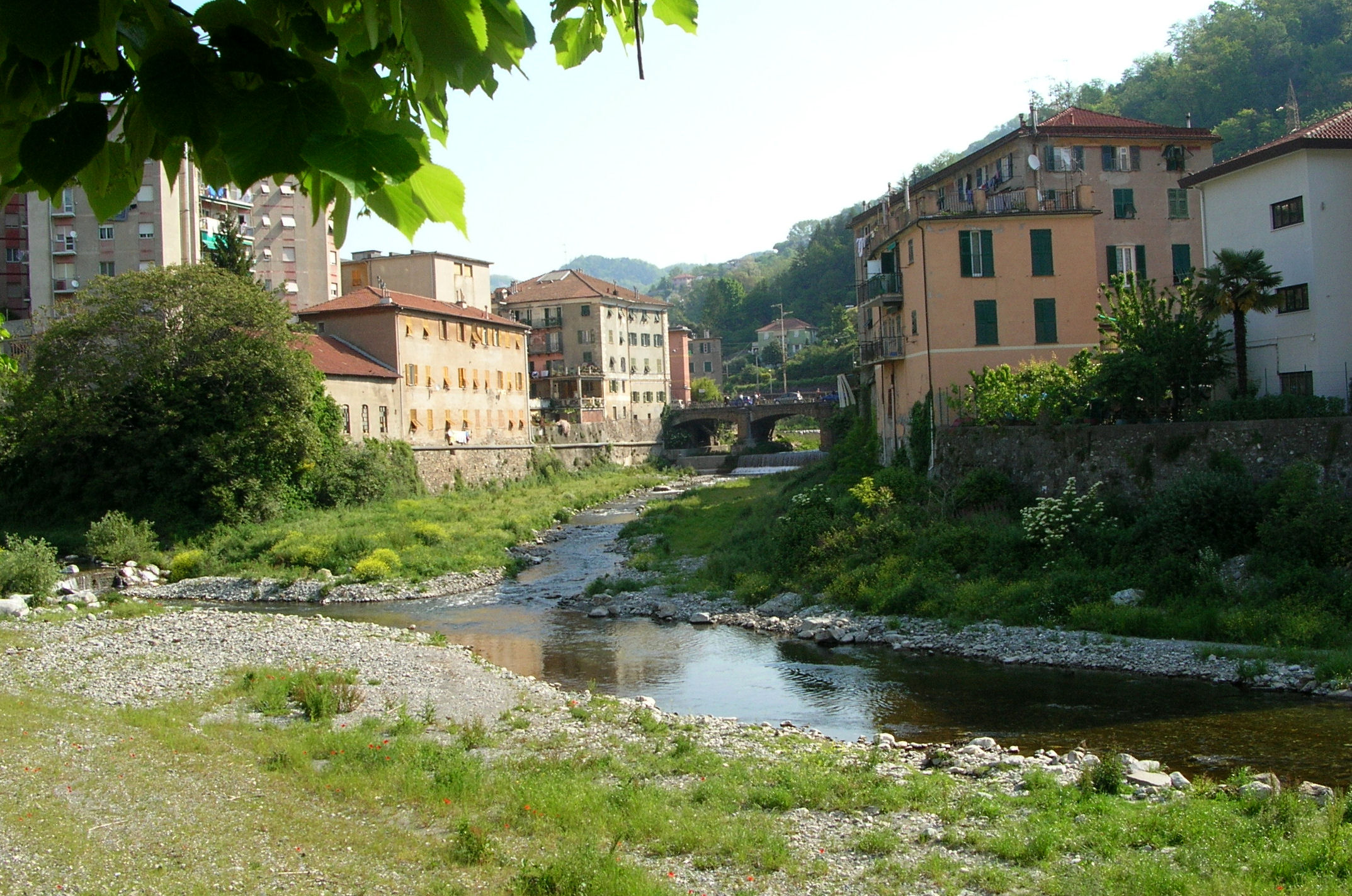
Pontedecimo: a Verde (balra) és a Riccò (jobbra) összefolyása
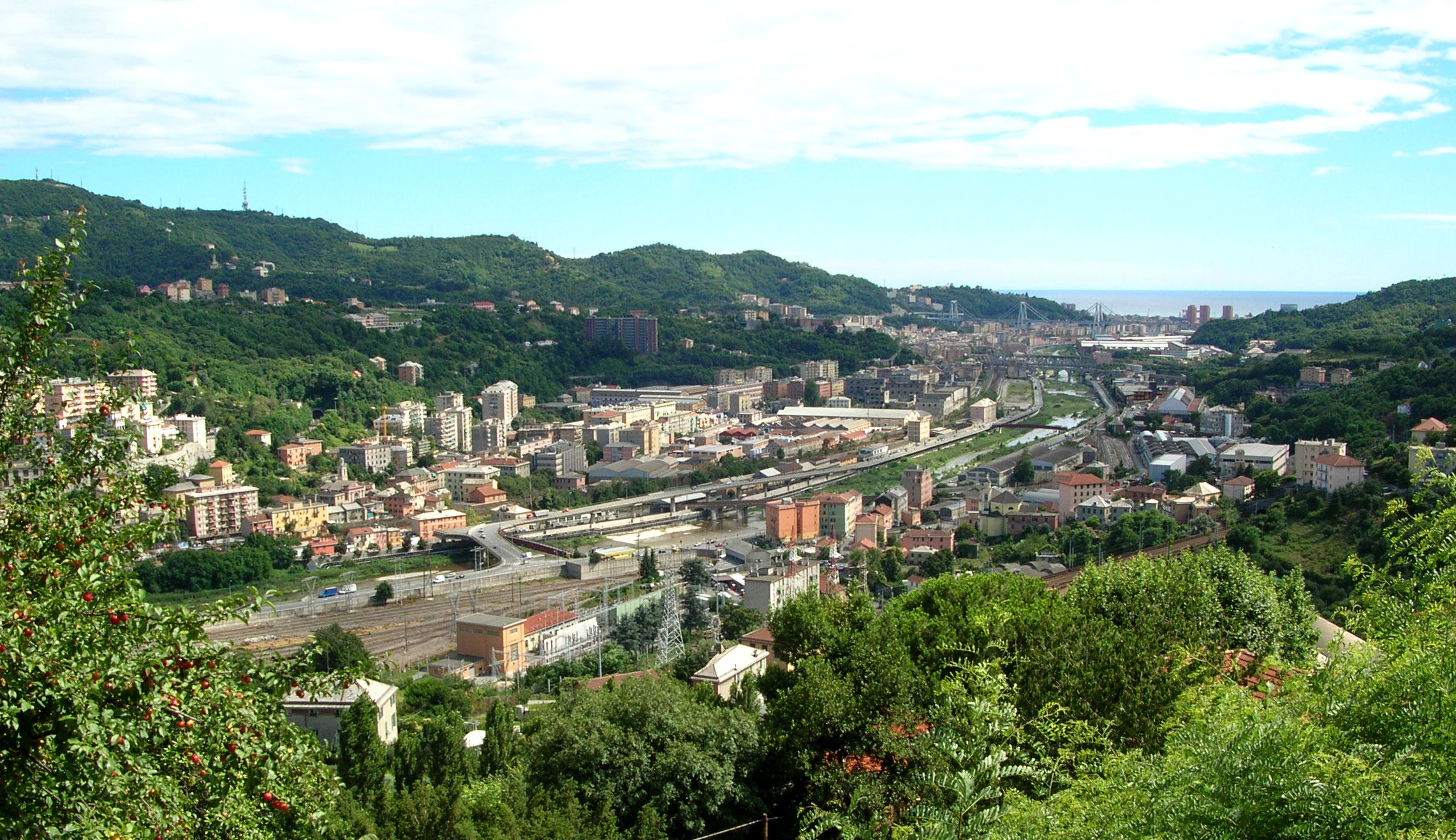
A Polcevera-völgy
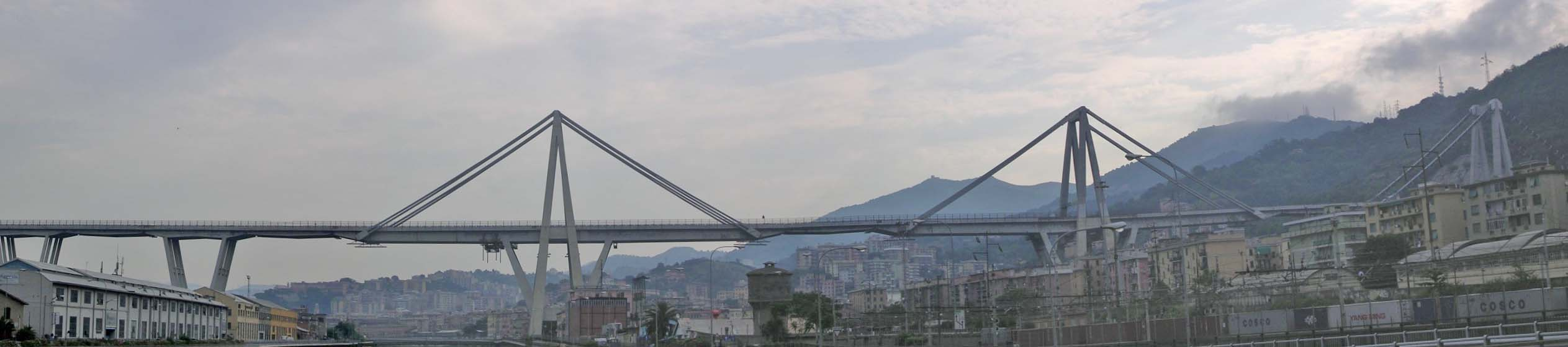
A 2018 augusztusában részben leomlott Polcevera viadukt
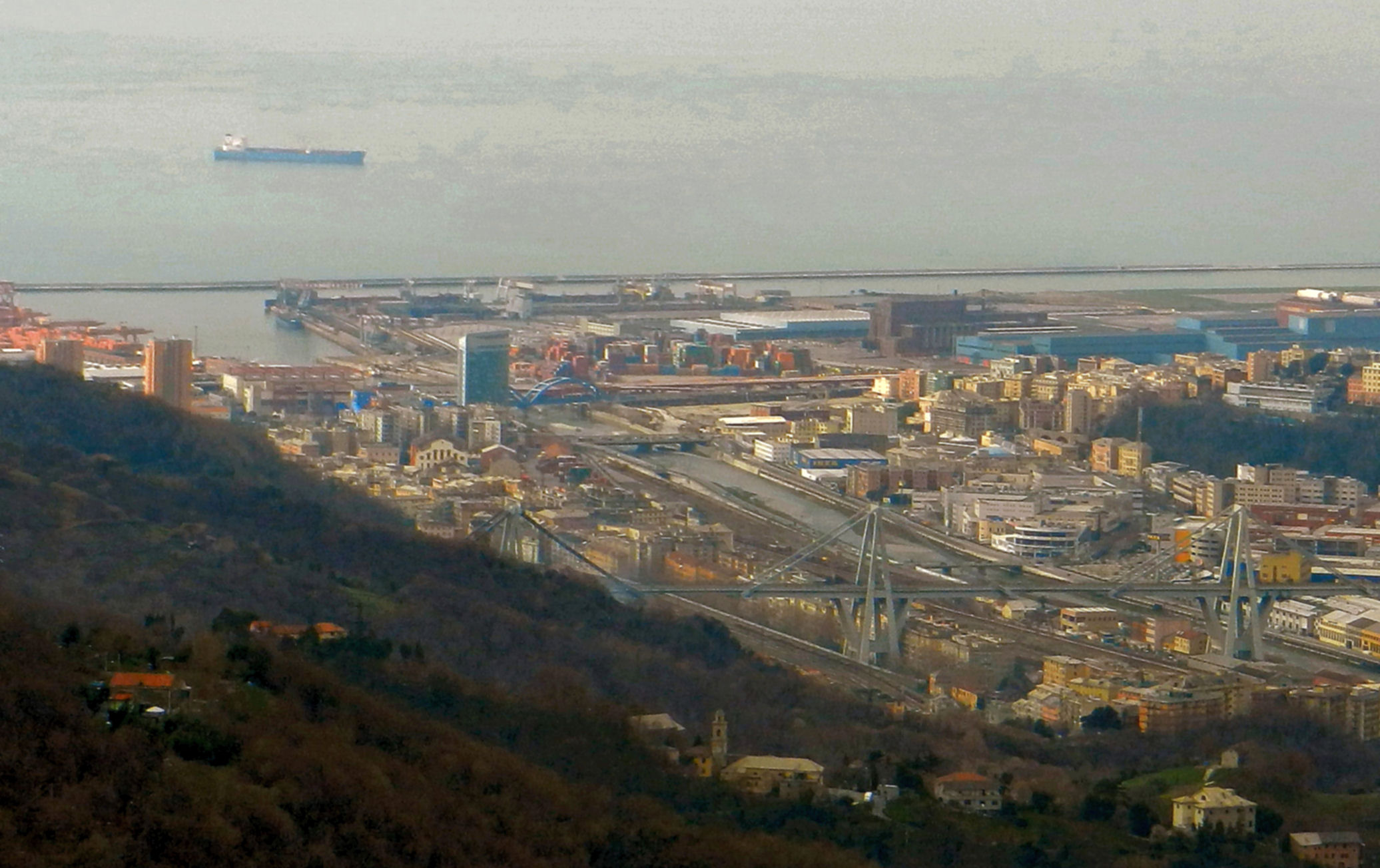
A Polcevera torkolata és a genovai kikötő
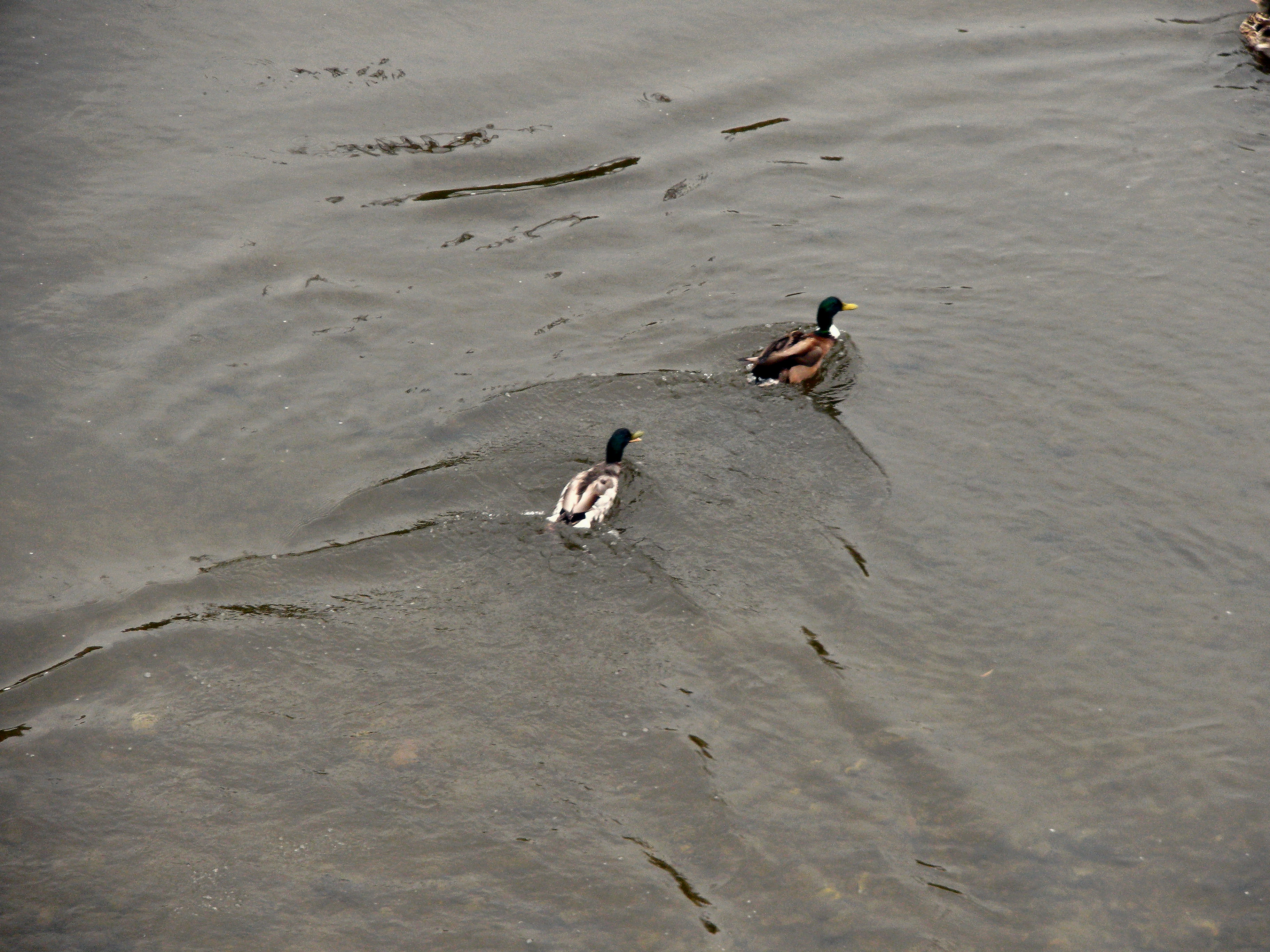
Tőkés récék a patakban